# Пасеково (Воронежская область)
Пасеково — хутор в Кантемировском районе Воронежской области России. Рядом находится остановочный пункт железнодорожной магистрали «Москва — Ростов-на-Дону».
Административный центр Пасековского сельского поселения.

## География
В 500 метрах к востоку от хутора находится памятник археологии, датирующийся 2-м тысячелетием до н. э. (периодом эпохи бронзы). Он представляет собой курганную группу до десяти холмов высотой в 4—5 метров. 

### Улицы
- ул. Железнодорожная,
- ул. Мира.

## История
Хутор Пасеково возник в 1871 году в период строительства железной дороги. Название он получил от пасек, которые выставлялись здесь жителями Михайловки. По состоянию на 1900 год на хуторе было 3 двора и 29 жителей.
В ноябре 1917 года крестьяне Михайловки вместе с пасековцами начали самовольную порубку леса и раздел помещичьей земли. В мае-декабре 1918 года на станции размещался штаб боевого участка Красной Армии, командиром которого был чех Карел Кучера, погибший 16 декабря 1918 года в бою под Ольховаткой.
В братской могиле захоронены 76 бойцов, погибших при освобождении станции.
На хуторе имеются клуб, медпункт, магазин, две фермы. 

## Население
В 1926 году в Пасеково было 15 дворов и 83 жителя. 
По состоянию на 1995 год на хуторе проживал 261 человек, имелось 116 дворов.
| 2010 |
| ---- |
| 221  |